# Sukhwinder Singh
Pour les articles homonymes, voir Singh.
Sukhwinder Singh (1971 - ) est un chanteur indien. Il commence sa carrière de chanteur de play-back en 1986 dans Karma et atteint la célébrité en 1998 avec Chaiyya Chaiyya (Dil Se) composée par AR Rahman grâce à laquelle il reçoit le Filmfare Award du meilleur chanteur de play-back. S'il chante surtout dans les films de Bollywood, il a aussi chanté dans des productions occidentales telles Jai Ho dans Slumdog Millionaire qui est couronnée de l'Oscar de la meilleure chanson originale en 2009.

## Filmographie
- 1986 : Karma (playback)
- 1986 : Ek Chadar Maili Si
- 1991 : Fateh
- 1991 : Kurbaan
- 1992 : Chamatkar
- 1995 : Raghuveer
- 1997 : Itihaas
- 1997 : Dus
- 1998 : Taal (Ramta Jogi, Ni Main Samajh Gayee, Kariye Na, Nahin Samne
- 1998 : Dil Se (Chaiyya Chaiyya)
- 1998 : Earth (Ruth Aa Gayee Re, Raat Ki Daldal Hain, Yeh Jo Zindagi Hain)
- 1999 : Dil Kya Kare
- 1999 : Daag: The Fire (Lucky Kabootar)
- 1999 : Phool Aur Aag
- 1999 : Biwi No. 1
- 1999 : Seenu
- 1999 : Dillagi
- 1999 : Khoobsurat (hi)
- 1999 : Thakshak (Dholna)
- 1999 : Jaanwar
- 2000 : Shaheed Uddham Singh: Alais Ram Mohammad Singh Azad
- 2000 : Annayya
- 2000 : Khauff
- 2000 : Hum To Mohabbat Karega (Lai Liya)
- 2000 : Devi Putrudu
- 2000 : Refugee
- 2000 : Jungle
- 2000 : Astitva
- 2000 : Kurukshetra
- 2000 : Raja Ko Rani Se Pyar Ho Gaya
- 2001 : 12B
- 2001 : Mrugaraaju
- 2001 : Zubeidaa (Main Albeli)
- 2001 : One 2 Ka 4 (Allay Allay)
- 2001 : Lagaan: Once Upon a Time in India (Mitwa,Ghanan Ghanan)
- 2001 : Yaadein
- 2001 : Aks
- 2001 : Bas Itna Sa Khwaab Hai
- 2001 : Le Mariage des moussons (Monsoon Wedding) (Aaj Mera Jee Kardaa)
- 2002 : Little John
- 2002 : Junoon
- 2002 : Na Tum Jaano Na Hum
- 2002 : The Legend of Bhagat Singh (Desh Mere Desh, Dil Se Niklegi, Kasam Tumko Watan, Pagdi Sambhal Jatta, Shora So Pahchaniye)
- 2002 : Yeh Hai Jalwa
- 2002 : Shakti: The Power
- 2002 : Annarth
- 2002 : Karz: The Burden of Truth
- 2002 : Kaante
- 2003 : Udhaya (Thiruvallikkeri Rani)
- 2003 : Border Hindustan Ka
- 2003 : Anubhav: An Experience
- 2003 : Dum
- 2003 : Baaz: A Bird in Danger
- 2003 : Kaise Kahoon Ke... Pyaar Hai
- 2003 : Chalte Chalte (Layi Ve Na Gaye)
- 2003 : Supari
- 2003 : Calcutta Mail
- 2003 : Tere Naam (Lagaan Lagi)
- 2003 : Sssshhh...
- 2004 : Khakee
- 2004 : Meenaxi: A Tale of Three Cities (Chinnamma Chilakkamma)
- 2004 : Madhoshi (playback singer)
- 2004 : Naach
- 2004 : Musafir (Mahi Ve)
- 2005 : Classic Dance of Love
- 2005 : Kisna - The Warrior Poet (Ahambramasmi, Woh Din Aa Gaya, Woh Kisna Hai)
- 2005 : Padmashree Laloo Prasad Yadav
- 2005 : Shabd
- 2005 : Bunty Aur Babli
- 2005 : Ramji Londonwaley
- 2005 : Garam Masala (Chori Chori)
- 2005 : Ek Khiladi Ek Haseena (Nasha)
- 2005 : Ek Ajnabee
- 2005 : Dosti: Friends Forever
- 2005 : Water (Aayo Re Sakhi, Bhangari Morori et Piya Ho)
- 2005 : Mangal Pandey: The Rising (Takey Takey)
- 2006 : Omkara (Title song and Beedhi)
- 2006 : Jaane Hoga Kya
- 2006 : Bombay Skies
- 2006 : Shaadi Se Pehle
- 2007 : Shootout at Lokhandwala (Nashe Mein)
- 2007 : Kaisay Kahein
- 2007 : Chhodon Naa Yaar
- 2007 : Jhoom Barabar Jhoom
- 2008 : Black & White (Haq Allah, Peer Manava,Main Chala, Jogi Aaya)
- 2008 : Halla Bol (Playback Singer & Music Director)
- 2008 : Jaane Tu Ya Jaane Na (Jaane Tu Meri Kya Hai)
- 2008 : Tashan (Dance Maar and Dil Haara)
- 2008 : Om Shanti Om (Dard-e-Disco, Om Shanti Om)
- 2008 : Chak De ! India (Chak De ! India)
- 2008 : Bhoothnath (Banku)
- 2008 : Fashion (Fashion Ka Jalwa)
- 2008 : Rab Ne Bana Di Jodi (Haule Haule)
- 2008 : Slumdog Millionaire (Jai Ho)
- 2009 : Kumbaaraki (Kaaranji)
- 2009 : Billu (Marjaani)
- 2009 : Jag Jeondeyan De Mele (Rang Rangia)
- 2009 : Kaminey (Dhan Te Nan)
- 2009 : Blue (Aaj Dil Gustakh Hai)
- 2009 : Ringa Ringa (Ghe Sawarun...)
- 2009 : Me Shivajiraje Bhosale Boltoy (O Raje)
- 2010 : Raavan (Thok De Killi)